# Mecz piłkarski Węgry – Polska (1921)

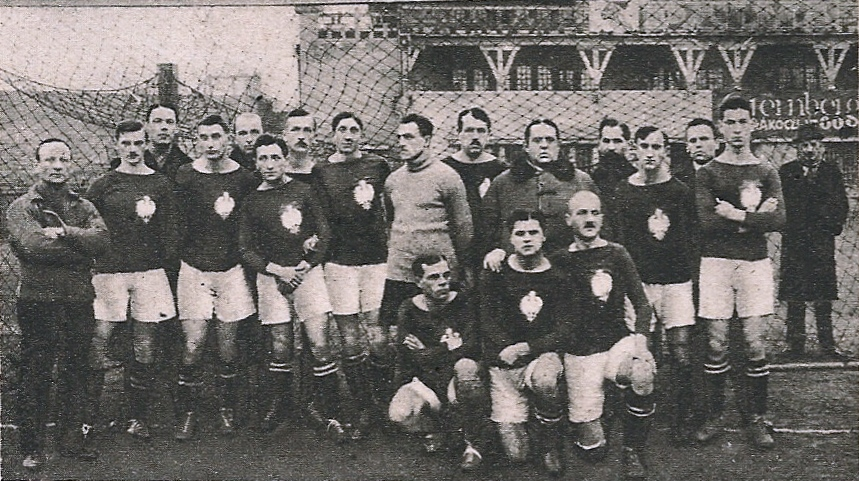
Polacy przed meczem.
Stoją od lewej: Pozsonyi, Kuchar, Szyc, Einbacher, Weyssenhoff, Sperling, S. Loth, Marczewski, J. Loth, Mielech, Cetnarowski, Babulski, Kałuża, Leser, Gintel.
Klęczą od lewej: Styczeń, Cikowski, Synowiec

Mecz piłkarski Węgry – Polska, rozegrany 18 grudnia 1921 w Budapeszcie, był pierwszym w historii oficjalnym spotkaniem międzypaństwowym reprezentacji Polski.

## Tło
Pierwsze kluby piłkarskie na ziemiach polskich tworzono od początku XX wieku (za pierwszy rodzimy klub uznaje się Lechię Lwów – założoną w 1903 r.). Po odzyskaniu przez Polskę niepodległości przystąpiono do tworzenia struktur piłkarskich. 20 grudnia 1919 w Warszawie założono Polski Związek Piłki Nożnej (PZPN), a w sezonie 1920 zainaugurowano rozgrywki o tytuł mistrza kraju, których dokończenie uniemożliwiła wojna polsko-bolszewicka. Pierwszym mistrzem (wyłonionym rok później) została Cracovia.
Koncepcja utworzenia piłkarskiej reprezentacji Polski pojawiła się już w grudniu 1919 r., podczas założycielskiego zgromadzenia PZPN. Szczegóły zaczęto omawiać od stycznia 1920 r. bowiem, jako jeden ze swoich głównych celów na początku działalności, władze PZPN postawiły sobie udział męskiej kadry narodowej w turnieju piłkarskim Letnich Igrzysk Olimpijskich w Antwerpii (1920). W marcu 1920 r. obowiązki trenera powierzono, sprowadzonemu na tę okoliczność, George’owi „Chrisowi” Burfordowi, zaś w kwietniu 1920 Polski Komitet Olimpijski (wówczas pod nazwą Polski Komitet Igrzysk Olimpijskich) zorganizował w Krakowie pierwsze zgrupowanie szkoleniowe całej reprezentacji olimpijskiej, w tym również futbolowej. Specjalnie powołany wydział Komitetu Igrzysk Olimpijskich wyselekcjonował najlepszych wówczas polskich piłkarzy, dzieląc ich na dwie drużyny: olimpijską (zwaną „teamem olimpijskim”) i rezerwową. W ich skład wchodzili przede wszystkim zawodnicy czołowych klubów lwowskich oraz krakowskich, uzupełnieni o graczy z Warszawy, Łodzi i Poznania. Początkowo ograniczano się wyłącznie do treningów oraz wewnętrznych gier kontrolnych, jednak w dniach 2–3 maja 1920 zespół olimpijski rozegrał dwa nieoficjalne mecze sparingowe przeciwko reprezentacji Lwowa (którą tworzyli zawodnicy klubów z tego miasta, niepowołani do kadry narodowej), ogrywając ją 6:2 i 12:1. Dodatkowo, na lipiec i sierpień 1920 r. zaplanowano oficjalne spotkania towarzyskie przeciw kadrom: Austrii, Czechosłowacji oraz Węgier, mające stanowić międzynarodowe „przetarcie” przed olimpijskim debiutem. Wszelkie plany pokrzyżowała jednak postępująca coraz bardziej agresja bolszewicka na ziemie polskie, dlatego 12 lipca 1920 władze Komitetu Udziału Polski w Igrzyskach Olimpijskich podjęły decyzję o rezygnacji ze startu w Igrzyskach VII Olimpiady. W związku tym reprezentację piłkarską ominął – zaplanowany na 28 sierpnia 1920 – mecz pierwszej rundy turnieju olimpijskiego przeciwko Belgii (rywalom przyznano walkowera 2:0).
Na samym początku lat 20. XX wieku znalezienie rywala dla nowo formowanej polskiej reprezentacji nastręczało trudności nie tylko natury sportowej. PZPN nie był jeszcze wówczas członkiem FIFA (przyjęty do tej organizacji został na pierwszym powojennym kongresie w Genewie – 20 kwietnia 1923), dodatkowo względy finansowo-logistyczne uniemożliwiały rozegranie meczu z reprezentacjami państw leżących zbyt daleko od Polski (np. Francji, czy Włoch). Ze względu na skomplikowaną sytuację polityczną wykluczony był również wybór Rosji Radzieckiej, Niemiec lub Czechosłowacji (po lipcu 1920).
Pierwszym rywalem reprezentacji Polski miała być Austria, za którą przemawiały liczne kontakty galicyjskich klubów z Krakowa i Lwowa. Ustalony termin – 3 lipca 1921 – nie został jednak dochowany ze względu na brak późniejszej odpowiedzi federacji austriackiej na listy PZPN.
W połowie 1921 r. Magyar Labdarúgó Szövetség wystąpił do PZPN z propozycją rozegrania towarzyskiego spotkania z Polakami w Budapeszcie 24 grudnia 1921. Węgrzy byli wówczas dość silną drużyną (w tymże roku pokonali wcześniej Niemcy 3:0 i Szwecję 4:2). Strona polska zaproponowała przesunięcie terminu na listopad 1921 r., bądź na początek 1922 r. argumentując, że rozgrywki w Polsce kończą się w listopadzie, a przerwa niekorzystnie wpłynie na formę piłkarzy. Ostatecznie jednak ustalono termin meczu na 18 grudnia 1921.

## Przygotowania
W listopadzie 1921 r. sztab polski, na czele z szefem Wydziału Gier PZPN Józefem Szkolnikowskim oraz trenerem Cracovii Imre Pozsonym, wybrał kilkudziesięciu zawodników, których zgrupowano w Krakowie. W ramach przygotowań rozegrano dwa mecze wewnętrzne (wygrane Teamu A 4:1 i 5:1) oraz trzy mecze z reprezentacjami miast. Sparingpartnerami były pozbawione zawodników powołanych do kadry narodowej drużyny Bielska (4 grudnia, wygrana reprezentacji Polski 3:1), Krakowa (8 grudnia, wygrana reprezentacji Polski 7:1) i Lwowa (11 grudnia, również wygrana reprezentacji Polski 9:1). Po kilku tygodniach zgrupowania wytypowano 13 zawodników na mecz z Węgrami (ówczesne przepisy nie przewidywały zmian w trakcie meczu, więc ławka rezerwowych nie istniała). Wśród powołanych dominowali mistrzowie Polski z Cracovii – było ich siedmiu (Stanisław Cikowski, Ludwik Gintel, Józef Kałuża, Stanisław Mielech, Leon Sperling, Zdzisław Styczeń, Tadeusz Synowiec). Oprócz nich w kadrze znalazło się trzech zawodników Polonii Warszawa (Artur Marczewski, Jan Loth, Stefan Loth), dwóch Pogoni Lwów (Mieczysław Batsch i Wacław Kuchar) oraz reprezentant Warty Poznań (Marian Einbacher).

## Przed meczem
W piątek, 16 grudnia o godzinie 10:40 czasu lokalnego Polacy wyruszyli z Krakowa w kolejową podróż na Węgry. Z uwagi na znaczne koszty korzystano z wagonów osobowych trzeciej klasy. Ekipa składała się łącznie z 21 osób. Obok 13 zawodników i trenera Pozsonyiego (Szkolnikowski ze względu na obowiązki w armii musiał pozostać w kraju), do Budapesztu wybrali się czterej przedstawiciele PZPN (prezes dr Edward Cetnarowski, sekretarz dr Jan Weyssenhoff, członek zarządu prof. Wacław Babulski, działacz Edmund Szyc), dwaj dziennikarze (dr Henryk Leser z Tygodnika Sportowego i p. Biernacki z Rzeczpospolitej) oraz ówczesny mistrz Polski w tenisie ziemnym Edward Kleinadel. Trasa wiodła przez: Trzebinię, Zebrzydowice w Polsce, Piotrowice koło Karwiny, Karwinę, Jabłonków, Czadcę, Żylinę, Trenczyn, Leopoldov, Galantę i Párkány w Czechosłowacji. Przyjazd do stolicy Węgier planowany był około południa w sobotę, 17 grudnia, po ponad 24-godzinnej podroży. Jednak z powodu aż pięciu przesiadek oraz kilku nieprzewidzianych zdarzeń (m.in. problemów z czeskimi celnikami na przejściu granicznym w Piotrowicach, awarii parowozu na stacji w Trenczynie i spowodowanym tym spóźnieniem się na przesiadkę w Leopoldovie, a następnie wydłużeniem czasu przejazdu pociągu na Węgrzech) reprezentacja dotarła do Budapesztu o godzinie 23:00 czasu lokalnego (tj. północy czasu polskiego), czyli po 36 godzinach od wyjazdu. Na dworcu, mimo później pory, na reprezentantów oczekiwała liczna delegacja: przedstawiciel polskiej ambasady, a zarazem poseł RP i minister pełnomocny – hrabia Jan Szembek, członkowie węgierskiej federacji piłkarskiej oraz miejscowa prasa. Po powitaniu i wzajemnym przedstawieniu, cała grupa przejechała dwukonnymi karetami do zarezerwowanych hoteli: oficjele oraz zawodnicy do luksusowego hotelu Astoria przy ul. Rakoczego, natomiast dziennikarze do hotelu Erzherzog Josef. Kolację podano o północy, a polscy piłkarze udali się na spoczynek dopiero godzinę później.
Zmęczeni długą podróżą zawodnicy mimo wszystko wstali po godz. 8:00, bowiem lekkie śniadanie podano do pokojów około 9:00, następnie zaplanowano ciepłą kąpiel i masaż. Po godz. 10:00 część graczy wyszła na krótki spacer po mieście. Około południa podano obiad, zaś godzinę później drużyna udała się automobilami na – odległy 7 km od hotelu – stadion Hungária, którego boisko było wówczas uznawane za jedno z najlepszych w kontynentalnej Europie (trawiaste i idealnie równe). Padający przed rozpoczęciem spotkania deszcz ze śniegiem sprawił, że boisko było grząskie, wręcz błotniste, choć Przegląd Sportowy relacjonował, że nadał on murawie elastyczności. Nastroje w polskim zespole były nie najlepsze, wszyscy narzekali na znużenie i przemęczenie, dodatkowo Józef Kałuża miał gorączkę, zaś Ludwik Gintel odczuwał bóle żołądka. Na trybunach stadionu Hungária zasiadło około 8000 widzów, co przy przeciętnej widowni 30 000 nie było wynikiem imponującym. Stosunkowo niską frekwencję może tłumaczyć zarówno brzydka pogoda, jak i fakt, że dla reprezentacji Węgier był to już 80. mecz, w dodatku z nieznanym i niezbyt atrakcyjnym rywalem.

## Przebieg spotkania
Na płytę boiska piłkarze wyszli o godzinie 13:30. Jedenastka wyjściowa Węgrów reprezentowała w sumie sześć różnych klubów (czterech piłkarzy MTK, trzech Ferencváros, po jednym III. Kerületi TUE, 33 FC, BEAC i Újpest). Po pamiątkowych fotografiach czechosłowacki arbiter, Karl Emanuel Grätz z Pragi przeprowadził losowanie, w którym wzięli udział kapitanowie obu drużyn – Tadeusz Synowiec i Vilmos Kertész. Zostało ono wygrane przez stronę polską, która wybrała stronę boiska.
Pierwszy gwizdek wybrzmiał o godzinie 13:50. Grę rozpoczęli Węgrzy i to oni pierwsi ruszyli do ataku. W ich składzie szczególnie aktywny był lewy łącznik, Imre Schlosser. Polacy grali bardzo nerwowo; np. boczni pomocnicy Styczeń i Synowiec grali zbyt blisko siebie, pozostawiając wolne oba skrzydła. Z kolei Węgrzy nie mogli do końca wykorzystać swoich umiejętności technicznych ze względu na zły stan murawy. Jednak w 18. minucie gospodarze objęli prowadzenie, po tym jak w zamieszaniu pod bramką Lotha dośrodkowanie Wienera wykorzystał Szabó. Już cztery minuty później w bardzo dobrej sytuacji znalazł się Kuchar, który otrzymał podanie od Kałuży. Strzał zawodnika Pogoni Lwów trafił jednak w głowę wychodzącego z bramki węgierskiego bramkarza, Zsáka. Sędzia nie przerwał gry, a Kuchar znalazł się z piłką przed pustą bramką. Nie zdecydował się jednak na strzał i tym samym nie został strzelcem pierwszego gola w historii reprezentacji Polski. Zamiast tego zaczął cucić omdlałego Węgra. W międzyczasie jeden z obrońców gospodarzy wybił piłkę sprzed bramki. W 33. minucie sędzia podyktował pierwszy rzut rożny dla Węgier, a chwilę później strzał Molnára obronił Loth. W 41. minucie szansy na zdobycie gola nie wykorzystał zespół węgierski. Tuż przed przerwą czechosłowacki sędzia dopatrzył się w polu karnym faulu Marczewskiego na Molnárze, jednak rzutu karnego nie wykorzystał Fogl.
W trakcie przerwy wiatr zmienił kierunek, przez co deszcz ponownie padał w twarz polskim graczom. W drugiej połowie w bramce Węgier pojawił się Amsel. Bramkarz klubu Békéscsaba 1912 Előre SE tuż po wznowieniu gry miał kłopot z wyłapaniem dośrodkowania polskiego prawoskrzydłowego Mielecha. Wypuszczoną przez Amsela piłkę próbował dobijać Kuchar, ale jego strzał przeszedł ponad bramką. W 49. minucie dośrodkował Wiener, a bramkę trzykrotnie próbował zdobyć głową Molnár. Dwa razy jednak obronił Loth, a za trzecim piłka trafiła w poprzeczkę. Młody bramkarz Polonii Warszawa został później okrzyknięty graczem meczu. W 70. minucie zaatakowali Polacy, jednak uzyskali jedynie rzut rożny. Węgrzy, w tym pomocnicy Blum i Kertész, korzystając ze sprzyjającego wiatru, kilkakrotnie próbowali zdobyć bramkę z większej odległości. Strzały te jednak były albo niecelne, albo zbyt łatwe do obrony. Przed utratą gola polski zespół uratował także Marczewski, który po jednej z akcji wybił piłkę sprzed linii bramkowej. Do końca spotkania obu drużynom nie udało się już strzelić bramki i mecz zakończył się wynikiem 1:0 dla gospodarzy.

### Szczegóły meczu
| 18 grudnia 1921 13:50 | · Węgry · Jenő Szabó 18' | 1:0(1:0)Raport | Polska | Hungária körúti stadion, Budapeszt Widzów: 8000 Sędzia: Karl Grätz (Praga) |
|                       |                          |                |        |                                                                            |

|  |  |

| Węgry:     |  |                    |  |     |
|            |  |                    |  |     |
| BR         |  | Károly Zsák        |  | 46' |
| OB         |  | Gyula Mándi        |  |     |
| OB         |  | Károly Fogl        |  |     |
| PO         |  | Zoltán Blum        |  |     |
| PO         |  | Gábor Obitz        |  |     |
| PO         |  | Vilmos Kertész (k) |  |     |
| NA         |  | Jenő Wiener        |  |     |
| NA         |  | Imre Schlosser     |  |     |
| NA         |  | Jenő Szabó         |  |     |
| NA         |  | György Molnár      |  |     |
| NA         |  | István Pluhár      |  |     |
| Rezerwowi: |  |                    |  |     |
| BR         |  | Ignác Amsel        |  | 46' |
| Trener:    |  |                    |  |     |
| Gyula Kiss |  |                    |  |     |

| Polska:                         |  |                      |
|                                 |  |                      |
| BR                              |  | Jan Loth             |
| OB                              |  | Artur Marczewski     |
| OB                              |  | Ludwik Gintel        |
| PO                              |  | Tadeusz Synowiec (k) |
| PO                              |  | Stanisław Cikowski   |
| PO                              |  | Zdzisław Styczeń     |
| NA                              |  | Leon Sperling        |
| NA                              |  | Marian Einbacher     |
| NA                              |  | Józef Kałuża         |
| NA                              |  | Wacław Kuchar        |
| NA                              |  | Stanisław Mielech    |
| Rezerwowi:                      |  |                      |
| PO                              |  | Stefan Loth          |
| NA                              |  | Mieczysław Batsch    |
| Selekcjoner:                    |  |                      |
| Józef Szkolnikowski (nieobecny) |  |                      |
| Trener:                         |  |                      |
| Imre Pozsonyi                   |  |                      |

| - Sędzia: - Karl Emanuel Grätz (Praga) |

| - Gracz meczu: - (nieof.) Jan Loth |

## Po meczu
Porażkę jedną bramką z faworyzowanymi Węgrami oceniono w Polsce jako sukces. Określano ją jako zaszczytną i chlubną, gdyż przed meczem oceniano, że zadowalającym wynikiem będzie porażka 3:0. Ponadto był to najlepszy wynik uzyskany w Budapeszcie w roku 1921 przez drużynę przyjezdną. Uznano, że tym rezultatem polska drużyna zasłużyła na zaliczenie jej do grona silniejszych reprezentacji europejskich.
Polscy zawodnicy byli zmęczeni i stremowani pierwszym występem reprezentacji narodowej, a środkowy napastnik polskiego zespołu był chory. W drugiej połowie gracze byli już bardziej skoncentrowani, jednak na swoim zwykłym poziomie grał jedynie Loth i Einbacher. Żaden też z polskich reprezentantów nie był zadowolony ze swojej gry. Z drugiej strony duży wpływ na przebieg meczu miały warunki atmosferyczne, które uniemożliwiły gospodarzom wykorzystanie wszystkich swoich umiejętności. Poza tym w drużynie węgierskiej zabrakło kilku podstawowych graczy, jak Józsefa Brauna, Rudolfa Jenya, György Ortha czy Mihály Patakiego.
Wieczorem 18 grudnia w hotelu Royal odbył się bankiet z udziałem przedstawicieli obu drużyn. W jego trakcie prezes PZPN i prezes Węgierskiego ZPN wymienili się pamiątkowymi proporczykami z okazji pierwszego spotkania pomiędzy oboma krajami. Ponadto Schlosser otrzymał ufundowany przez PZPN złoty sygnet z okazji 70. (65. oficjalnego) meczu w reprezentacji Węgier.